# Вершино-Биджинский сельсовет
Вершино-Биджинский сельсовет — сельское поселение в Усть-Абаканском районе Хакасии.
Административный центр — село Вершино-Биджа.

## История
Статус и границы сельского поселения установлены Законом Республики Хакасия от 15 марта 2013 года № 13-ЗРХ «Об утверждении границ муниципальных образований Усть-Абаканского района и наделении их соответственно статусом муниципального района, сельского поселения»

## Население
| 2002  | 2010  | 2012  | 2013  | 2014  | 2015  | 2016  | 2017  | 2018  |
| ----- | ----- | ----- | ----- | ----- | ----- | ----- | ----- | ----- |
| 1337  | ↘1136 | ↘1126 | ↘1115 | ↘1106 | ↗1131 | ↗1147 | ↘1137 | ↘1120 |
| 2019  | 2020  | 2021  |       |       |       |       |       |       |
| ↘1094 | ↘1053 | ↗1160 |       |       |       |       |       |       |

## Состав сельского поселения
В состав сельского поселения входят 2 населённых пункта:
| № | Населённый пункт | Тип населённого пункта       | Население |
| - | ---------------- | ---------------------------- | --------- |
| 1 | Вершино-Биджа    | село, административный центр | ↘1088     |
| 2 | Салбык           | деревня                      | ↗48       |

## Местное самоуправление
Администрация
с. Вершино-Биджа, 30 лет Победы,  81
Глава администрации
- Куцман Александр Фёдорович